# Liste der Monuments historiques in Puteaux
Die Liste der Monuments historiques in Puteaux führt die Monuments historiques in der französischen Gemeinde Puteaux auf.

## Liste der Bauwerke
| Bezeichnung                | Beschreibung | Standort                 | Kennzeichnung | Schutzstatus | Datum | Bild           |
| -------------------------- | ------------ | ------------------------ | ------------- | ------------ | ----- | -------------- |
| Kirche Notre-Dame-de-Pitié |              | Place de l’Église (Lage) | PA00088134    | Classé       | 1975  | weitere Bilder |

## Liste der Objekte
- Monuments historiques (Objekte) in Puteaux in der Base Palissy des französischen Kultusministeriums